# ロッシー・モレノ
ロッシー・モレノ（Rossy Moreno、1965年10月17日 - ）は、メキシコの女子プロレスラー。本名・マリア・デル・ロシオ・モレノ・レオン。
父は元レスラーでアレナ・アステカ・ブドーカンのプロモーターだったアルフォンソ・モレノ。3人の妹であるエステル、シンティア、アルダもルチャドーラで、弟（シンティアとアルダの間）もオリエンタルのリングネームでルチャドール。ドクトル・ワグナー・ジュニアは元夫で、その間に息子のイホ・デル・ドクトル・ワグナーがいる。もう1人の息子はガレノ・デル・マル。

## 経歴
父からルチャの基礎を学び、1978年にネッサワルコヨでデビュー。
1982年には、メキシコ州のタイトルであるエスタド・デ・メヒコ王座を獲得。
以降は、LLIを主戦場として、1985年に全日本女子プロレスで初来日。ジャガー横田が持つUWA世界女子王座にも挑戦した。
1986年、ジャパン女子プロレス旗揚げに参加。8月17日の旗揚げ戦では風間ルミのデビュー戦の相手を務めた。ジャパン女子には妹エステルも留学生として加わっている。
帰国後、CMLLで活動した後、ドクトル・ワグナー・ジュニアと結婚して2児の母となるが、離婚。
その後AAAで復帰。ソチ浜田との抗争やシンティアとの姉妹対決などルーダとして活躍する。2000年に開かれた第2回「レイナ・デ・レイナス」で優勝も飾る。
現在はフリーとしてメキシコのみならず米国にも進出している。

## 得意技
- セントーン[1]
- ゴリー・スペシャル[1]

## タイトル歴
- エスタド・デ・メヒコ王座
- レイナ・デ・レイナス王座